# كلير لي شينو
كلير لي شينو (6 سبتمبر 1893 – 27 يوليو 1958) كان طيّارًا عسكريًا أمريكيًا اشتهر بقيادته لـ"النمور الطائرة" ولسلاح الجو الوطني الصيني خلال الحرب العالمية الثانية.
كان شينو من أشدّ المدافعين عن استخدام طائرات "المطاردة" أو الاعتراض المقاتلة خلال ثلاثينيات القرن العشرين، في وقتٍ كانت تركز فيه قوات الجو التابعة لجيش الولايات المتحدة بشكل رئيسي على القصف على ارتفاعات شاهقة. تقاعد شينو من الجيش الأمريكي عام 1937، وانتقل إلى الصين للعمل مستشارًا ومدربًا في مجال الطيران.
تولّى شينو ابتداءً من أوائل عام 1941 قيادة "مجموعة المتطوعين الأمريكيين الأولى" التي عُرفت بلقب "نمور الطيران". وقاد لاحقًا كلًا من هذه المجموعة والمتطوعين الأمريكيين وكذلك وحدات القوات الجوية الأمريكية النظامية التي حلت محلها في عام 1942. دخل شينو في خلافات دائمة مع الجنرال جوزيف ستيلويل، قائد الجيش الأمريكي في الصين، وساعد الجنرال الصيني تشانغ كاي شيك في إقناع الرئيس فرانكلين روزفلت بإقالة ستيلويل في عام 1944.
كانت منطقة عمليات الصين–بورما–الهند مسرحًا استراتيجيًا بالغ الأهمية، إذ ساعدت على تثبيت عدد كبير من قوات الجيش الإمبراطوري الياباني في الصين ومنع استخدامها ضد القوات الحليفة المتقدمة باتجاه اليابان عبر حملتي المحيط الهادئ.

## روابط خارجية
- كلير لي شينو على موقع الموسوعة البريطانية (الإنجليزية)
- كلير لي شينو على موقع مونزينجر (الألمانية)